# Habitatge al carrer de l'Hospital, 13 (Esparreguera)
L'Habitatge al carrer de l'Hospital, 13 és una casa a la vila d'Esparreguera (Baix Llobregat) que forma part de l'Inventari del Patrimoni Arquitectònic de Catalunya. És un edifici d'habitatge estructurat en planta baixa, dos pisos i golfes. Està fet de maó després arrebossat i amb alguns ornaments de tipus vegetal de terracota. Les obertures són allindanades. Les finestres tenen ampits de pedra amb petites volutes a manera de suport i els balcons, reixes de pedra treballada amb motius geomètrics. La separació entre pisos es remarca amb una motllura de pedra. Les obertures de les golfes són petites gelosies rectangulars. El conjunt queda tancat per unes pilastres en un baix relleu a cada costat. En aquesta casa hi visqué el poeta Pere Joan Llort.